# Unser Sandmännchen: Plastik und Blumen
Plastik und Blumen ist ein vom DEFA-Studio für Dokumentarfilme gedrehter Abendgruß für die Reihe Unser Sandmännchen des Fernsehens der DDR von Holmar Attila Mück aus dem Jahr 1975.

## Handlung
Der Berliner Junge Stefan lädt die Zuschauer des Sandmännchens zu einem Spaziergang durch den Treptower Park ein. Der Park ist nur ein paar S-Bahn-Stationen vom Alexanderplatz entfernt und liegt direkt an der Spree. Hier fahren die Ausflugsdampfer und Gütermotorschiffe vorüber. Natürlich ist der Park ein beliebtes Ausflugsziel für die großen und kleinen Berliner sowie ihre Gäste.
Das interessanteste, was uns Stefan zeigen will, ist aber die Ausstellung Plastik und Blumen, durch die man den ganzen Tag ohne Eintritt spazieren kann. Alle Plastiken kann man natürlich nicht an einem Tag besuchen, da die Zeit nicht reicht. Dafür hat man bei denjenigen, die man besucht, auch die Ruhe, sie sich genau anzusehen, sie anfassen und sich Gedanken darüber machen. Für die erforderlichen Pausen stehen genug Bänke im Grünen zur Verfügung. Besonders gefallen hat Stefan eine Plastik die Johann Wolfgang von Goethe darstellt und die Plastik Die sieben Schwaben. Obwohl kein Pförtner da ist, zwingt die einbrechende Dunkelheit Stefan, die Ausstellung zu verlassen.

## Produktion und Veröffentlichung
Plastik und Blumen  wurde im Treptower Park von der Künstlerischen Arbeitsgruppe (KAG) Realabendgruß-Produktion der DEFA für die Serie Berliner Bilderbogen als Folge der Filmreihe Unser Sandmännchen auf ORWO-Color gedreht und am 5. Mai 1975 das erste Mal im Fernsehen der DDR gesendet. Die erste nachweisbare Aufführung auf einer großen Leinwand erfolgte am 4. Oktober 2020 im Berliner Zeughauskino.